# Mashiki
Mashiki (jap. 益城町, -machi) ist eine Stadt im Kamimashiki-gun in der japanischen Präfektur Kumamoto.

## Geschichte
Mashiki war beim Kumamoto-Erdbeben am 14./16. April 2016 der am schwersten betroffene Ort mit der höchsten Intensität 7 der JMA-Skala.

## Verkehr
Durch Mashiki führt die Kyūshū-Autobahn nach Kitakyūshū bzw. Kagoshima, sowie die Nationalstraße 443 nach Ōkawa bzw. Hikawa.
Auf dem Gemeindegebiet nördlich der Stadt befindet sich der Flughafen Kumamoto.

## Angrenzende Städte und Gemeinden
- Kumamoto
- Mifune
- Kashima
- Kikuyō
- Ōzu
- Nishihara

## Persönlichkeiten
- Shūhei Kamimura (* 1995), Fußballspieler
- Kōki Kido (* 1995), Fußballspieler
- Temma Matsuda (* 1995), Fußballspieler